# Nazionale maschile di calcio del Lussemburgo
La nazionale di calcio del Lussemburgo (in lussemburghese lëtzebuergesch Foussballnationalekipp) è la rappresentativa calcistica del Lussemburgo.
Dal 1934 ha sempre partecipato alle qualificazioni al campionato mondiale e dal 1964 alle qualificazioni al campionato europeo. Nel 1964 arrivò ai quarti di finale nelle qualificazioni al campionato europeo che all'epoca si disputavano attraverso scontri diretti e non tramite il sistema del girone all'italiana. Eliminò agli ottavi i Paesi Bassi (1-1 e 2-1) e si arrese ai quarti contro la Danimarca (3-3, 2-2, 0-1) solo alla partita di spareggio. Si fermò quindi a un passo dalla partecipazione alla fase finale del torneo.
Gioca in completo rosso bordato di bianco. Lo stadio nazionale è lo Stade de Luxembourg di Lussemburgo, inaugurato nel settembre del 2021. Come sede delle partite della nazionale, l'impianto ha sostituito lo stadio Josy Barthel.
Nella classifica mondiale della FIFA, in vigore da agosto 1993, il miglior piazzamento del Lussemburgo è l'82º posto del settembre 2018, mentre il peggiore è il 195º posto dell'agosto 2006. Occupa attualmente l'89º posto della graduatoria.

## Storia

### Un inizio modesto
Il Lussemburgo divenne membro della FIFA nel 1910. Il 29 ottobre 1911 i leoni rossi giocarono, contro i vicini francesi, la loro prima partita ufficiale: l'incontro terminò con il risultato finale di 1-4 per gli ospiti. La nazionale lussemburghese si "vendicò" l'8 febbraio 1914, battendo la stessa squadra per 5-4, con Jean Massard che quel giorno segnò ben quattro gol. La partecipazione ai Giochi olimpici di Anversa nel 1920 si risolse in una sconfitta per 3-0 di Jos Koetz e compagni contro i Paesi Bassi. Koetz, all'epoca giocatore del Fola Esch, partecipò alla prime tre campagne olimpiche del Lussemburgo.
Nel 1924 la nazionale lussemburghese giocò solo sporadicamente contro squadre di alto livello (disputò, tuttavia, molte partite contro squadre B provenienti da Francia, Belgio, Italia e Svizzera, e contro la squadra regionale delle province meridionali dell'Olanda). Alle Olimpiadi, contro l'Italia, al Pershing Stade, fu sconfitta con due gol di scarto. Nel 1927 l'Inghilterra sconfisse il Lussemburgo (2-5) e lo stesso fece il Belgio (3-5) durante la competizione calcistica delle Olimpiadi del 1928 ad Amsterdam. I belgi dopo i primi 25 minuti erano in vantaggio per 3-0, ma Guillaume Schtuz, Jean Pierre Weisgerber e Robert Theissen con tre gol in 15 minuti riuscirono a strappare il pareggio poco prima dell'intervallo, precisamente al 44º minuto. Il Lussemburgo mantenne il pareggio fino al 67º, quando Jacques Moeschal segnò il quarto gol del Belgio, seguito da una quinta rete sei minuti più tardi. L'Egitto fu la prima squadra non europea che affrontò il Lussemburgo: la partita si concluse con un pareggio, 1-1, piuttosto soddisfacente per il Lussemburgo, che oltre all'Egitto nella sua storia sconfisse anche la Turchia per 2-0.
I leoni rossi parteciparono alle prime fasi di qualificazione al campionato del mondo 1934, perdendo pesantemente contro la Francia per 1-6.

### Un periodo positivo (1938-1940)
Negli anni 1938-1940 arrivarono dei grossi miglioramenti nei risultati della nazionale, visto che nel 1938 il Lussemburgo riuscì a battere il Belgio per 2-0, a perdere di poco contro la Germania (1-2) e ad imporsi contro l'Olanda per 5-4, con due gol segnati dal lussemburghese Gustave Kemp, goleador del Metz e ritenuto il miglior giocatore di tutti i tempi nella nazionale lussemburghese. La sua carriera fu ostacolata dall'inizio della seconda guerra mondiale.

### Il ritorno sulla scena internazionale (1945-1964)
Sotto la guida del suo cannoniere Camille Libar, giocatore che vestì le maglie di Strasburgo, Bordeaux, Metz e Tolosa nel primo dopoguerra, il Lussemburgo ricominciò molto bene, cogliendo il 13 maggio 1945 un'importante vittoria contro il Belgio (1-4), seguita, però da un altrettanto netta sconfitta pochi mesi dopo contro gli stessi belgi (0-7). Vinse poi contro la Norvegia il 28 luglio 1946, pareggiò sempre nel 1946 contro la Francia per 4-4, pareggiò con la Svizzera per 0-0 nel 1946 e ancora con il Belgio, per 3-3 nel 1947. Infine, il 13 maggio 1947, sconfisse la squadra B dell'Inghilterra per 3-2.
Il 26 luglio 1948 è una giornata considerata storica per il calcio in Lussemburgo: durante i Giochi olimpici di Londra, infatti, i lussemburghesi sconfissero l'Afghanistan per 6-0. Nel 1949 e 1950, in un'amichevole, il Lussemburgo pareggiò con Rep. Ceca e la Norvegia (2-2) e venne sconfitto nel 1951 dalla Finlandia (3-0).
Nella partita di qualificazione per la coppa del mondo il Lussemburgo batté inoltre in casa il Portogallo del fuoriclasse Eusébio per 4-2, con tripletta di Ady Schmit. Durante i gironi di qualificazione alle Olimpiadi del 1960 in Italia, il Lussemburgo strappò due pareggi (0-0 e 2-2) contro la Svizzera e batté per 5-3 la nazionale francese.

### I quarti di finale nelle qualificazioni di Euro 1964
Fu, però, nella seconda edizione del campionato europeo che i lussemburghesi brillarono maggiormente. Saltati i preliminari, il Lussemburgo, guidato da Robert Heinz, arrivò agli ottavi di finale: l'11 settembre 1963 pareggiò con l'Olanda allo Stadio Olimpico di Amsterdam (1-1, grazie al pareggio di Camille Dimmer). Alcuni spettatori si dice pensassero che i migliori giocatori olandesi fossero in panchina per garantire una maggiore affluenza di spettatori per la partita di ritorno, che ebbe luogo a Rotterdam. Un mese dopo, tuttavia, il pubblico olandese entrato gratuitamente allo Stadion Feijenoord vide i leoni rossi imporsi contro ogni pronostico, anche grazie a Dimmer, che al 67º minuto dette la vittoria alla sua squadra (2-1). I lussemburghesi, qualificatisi ai quarti di finale, incontrarono la Danimarca e riuscirono a pareggiare per 3-3 nella partita di andata, per poi ripetersi dieci giorni dopo, nella partita di ritorno a Copenaghen, segnando all'84º minuto la rete del 2-2. Dopo i due pareggi, una terza partita venne imposta alle due nazionali, ma stavolta fu la Danimarca a vincere, per 1-0. Il Lussemburgo non riuscì dunque a qualificarsi per l'europeo perché i quarti di finale facevano parte solo delle qualificazioni per il torneo finale e non della sua fase finale.
Il 4 ottobre 1964, per il girone di qualificazione alla Coppa del mondo del 1966, il Lussemburgo, di fronte a quasi 20 000 persone, affrontò la Francia al Parc des Princes a Parigi. La Francia vinse per 1-0, ma il Lussemburgo non sfigurò e mise in luce Jean Klein, soprannominato Speedy.

### Paul Philipp e le qualificazioni per Euro 1996
L'arrivo di Paul Philipp, gloria Union Saint-Gilloise, dello Standard Liegi e del Charleroi, giocatore della nazionale con più presenze nelle qualificazioni alla Coppa del mondo (17 partite in 4 fasi di qualificazione tra il 1970 e il 1982), fece ritrovare il sorriso ai tifosi lussemburghesi. La squadra ottenne un pareggio contro il Belgio nel 1989 (1-1), un altro con lo stesso punteggio contro l'Islanda nel 1993 (1-1) e un altro contro la Svizzera nel 1996 in una gara amichevole. La campagna di qualificazione per l'europeo del 1996 fu senza dubbio una delle campagne di maggior successo per i leoni rossi: i giocatori di Paul Philipp riuscirono a battere Malta (1-0, gol di Guy Hellers) il 22 febbraio 1995, prima di sconfiggere nuovamente lo stato isolano allo Stadio Josy Barthel in Lussemburgo, con lo stesso punteggio. I tifosi del Granducato assistettero un'altra vittoria della propria nazionale il 7 giugno 1995, contro la Rep. Ceca (1-0) e videro i propri giocatori pareggiare contro la Bielorussia (0-0) nello stesso anno. Il Lussemburgo fallì anche la qualificazioni alla Coppa del mondo del 1998, perdendo per 1-2 contro la Bulgaria, che dovette la propria qualificazione a un gol di Emil Kostadinov.
Questa nuova generazione fu la squadra lussemburghese più talentuosa. Si segnalarono, su tutti, il veterano Guy Hellers, la stella dello Standard Liegi Robby Langers, il centrocampista dell'Aarau Jeff Saibene e il giovane difensore Jeff Strasser, che, come molti dei suoi connazionali prima di lui, ebbe fortuna nel Metz.

### L'era Guy Hellers (2006-2010)
Nel 2006 i lussemburghesi pareggiarono con il Togo, tra le trentadue finaliste del campionato del mondo 2006, e batterono il Gambia (2-1). Nel 2007 riuscirono a battere nuovamente la Bielorussia (1-0 con rete di testa di Leweck).
Dopo la fallimentare gestione dell'allenatore danese Allan Simonsen, il Lussemburgo cambiò volto sotto la guida di Guy Hellers, che riuscì a far tornare su un buon livello la nazionale, capace di perdere solo per 0-1 contro i Paesi Bassi durante le qualificazioni a Euro 2008 e di pareggiare fuori casa contro la Lettonia in amichevole.
Il 10 settembre 2008, allo Stadio Letzigrund di Zurigo, la nazionale lussemburghese batté sorprendentemente per 2-1 la Svizzera. Nel frattempo un altro giocatore fu al centro dell'attenzione del CT Hellers, Mario Mutsch, allora centrocampista del Metz e autore di numerose reti nella Ligue 1 francese.
Poco dopo a Mondercange, vicino alla capitale lussemburghese, il presidente della federcalcio lussemburghese Paul Philipp, insieme a Michel Platini, inaugurò un nuovo centro di formazione per i giovani giocatori del Granducato. Sempre nel 2008 i lussemburghesi pareggiarono contro il Belgio per 1-1.
Il 17 novembre 2010 il Lussemburgo ospitò l'Algeria, tra le trentadue finaliste del campionato del mondo 2010, in amichevole, come test prima dei gironi di qualificazione a Euro 2012. Malgrado una cattiva prestazione dei giocatori lussemburghesi, la partita finì con il punteggio di 0-0, un risultato da considerarsi piuttosto buono per la fine della stagione, visto che in precedenza i leoni rossi avevano perso contro la Francia (0-2).

### La riforma del calcio lussemburghese (2010-2011)
Alcuni giocatori trovavano il livello del campionato lussemburghese (BGL Ligue) piuttosto basso, ma furono la mancanza di investimenti pubblici (e in Lussemburgo non mancano di certo) nella formazione delle giovanili (il calcio lussemburghese dispone di un solo centro, situato a Mondercange) e il rifiuto di Paul Philipp di spostare il campionato lussemburghese in quello belga a provocare notevoli problemi alla nazionale lussemburghese. Infatti solamente cinque giocatori giocavano, all'epoca, all'estero.
Questo dibattito, che agitò da parecchio il calcio lussemburghese, non fu privo di conseguenze per la nazionale. Il 2 agosto d
2010 (due giorni prima dell'inizio della campagna di qualificazione al campionato d'Europa 2012 contro la Bosnia ed Erzegovina) l'allenatore Guy Hellers si dimise, in grande disaccordo con il presidente della federcalcio Paul Philipp, accusato di non voler far crescere nel modo giusto il calcio lussemburghese. Hellers proseguì la propria carriera come direttore sportivo dell'F91 Dudelange (migliore squadra della BGL Ligue), concentrandosi in particolare sui centri di formazione. Oltre a quello di Mondercange, ne aprì uno a Dudelange (città del club) con l'obiettivo principale di formare solamente i giovani giocatori del sud del Lussemburgo.
I giornalisti di Le Quotidien, giornale del Granducato, annunciarono una nuova era di turbolenze nel calcio lussemburghese. In un solo pomeriggio bisognò ricostruire una nazionale a due giorni dall'inizio delle qualificazioni a Euro 2012. Per risolvere questo grosso problema la federcalcio lussemburghese incaricò Luc Holtz (l'allora allenatore dell'Under-21) di guidare la nazionale maggiore. La sconfitta contro la Bosnia fu inevitabile dopo questi problemi (3-0).
Nel novembre del 2010, in un'amichevole contro la Slovacchia, il Lussemburgo si impose per 2-1 con una doppietta di Daniel da Mota. Successivamente portò a casa un pareggio con la Bielorussia. Per la sfida la Romania Holtz decise di cambiare il modulo (tradizionale) di gioco in un 4-3-3, una novità che non premiò immediatamente. Malgrado la sconfitta, i lussemburghesi disputarono una buona partita contro i rumeni (vincitori per 2-0) mostrando un gioco più tattico e offensivo, con molte azioni d'attacco. I cambiamenti tattici diedero i propri frutti successivamente, contro l'Albania. La squadra granducale si impose per 2-1 in casa contro degli albanesi aggressivi e fallosi (due cartellini gialli e due rossi) con un gol (tiro di sinistro) di Gilles Bettmer e uno al volo di Aurélien Joachim. La campagna di qualificazione per Euro 2012 terminò per il Lussemburgo con 4 punti conquistati.

### Il cambiamento con Luc Holtz e le giovani promesse (2012-)
Dal 2008 in poi la nazionale lussemburghese continuò a compiere dei significativi progressi nella tattica e nel gioco offensivo. Dopo la pesante sconfitta contro la Bosnia ed Erzegovina, Luc Holtz promise una piccola rivoluzione in squadra in vista dell'imminente impegno nel girone di qualificazione al mondiale del 2014, in cui il Lussemburgo trovò la Russia, il Portogallo, Israele, l'Irlanda del Nord e l'Azerbaigian. Era un gruppo non estremamente proibitivo, che avrebbe potuto vedere il Lussemburgo ritagliarsi un suo ruolo. Nel frattempo la Svizzera (che non si era qualificata per Euro 2012) organizzò un'amichevole contro il Lussemburgo nel novembre 2011. Holtz sembrò l'uomo giusto per guidare questa giovane squadra (età media 24 anni) nella speranza di una crescita nei risultati.
Il nuovo anno cominciò nei migliore dei modi per i leoni rossi, che vinsero per 2-1 a domicilio contro la Macedonia del Nord di Goran Pandev. Ciò che sorprese maggiormente dei lussemburghesi non fu la bella vittoria, ma la buona prova delle giovani promesse. Luc Holtz si affidò sempre più ad un modulo offensivo (4-1-4-1) e a giocatori giovani e talentuosi, in grado di dare molto a questa nazionale che da troppo tempo non viveva emozioni significative.
Il 7 settembre 2012, per le qualificazioni al mondiale di calcio del 2014, dopo aver sciupato numerose occasioni gol il Lussemburgo perse per 2-1 contro il Portogallo di Cristiano Ronaldo. L'attaccante del F91 Dudelange Daniel da Mota segnò la prima rete con un tiro potente da 15 metri che mandò in estasi l'intero stadio di casa. La gara dell'11 settembre 2012 contro un avversario sicuramente più comodo, l'Irlanda del Nord, si chiuse con un pareggio firmato ancora da una prodezza di Da Mota.
Quasi un anno dopo, il 15 agosto 2013 il Lussemburgo batté per 2-1 la Lituania in amichevole. Il 10 settembre 2013 la nazionale di Luc Holtz vinse contro l'Irlanda del Nord per 3-2 in casa, con reti di Aurélien Joachim, Stefano Bensi e Mathias Jänisch. Il Lussemburgo si ritrovò a 4 punti nel proprio girone, davanti a Irlanda del Nord e Azerbaigian. Il tecnico lussemburghese parlò della "migliore squadra lussemburghese di tutti i tempi".
Il 4 giugno 2014 il Lussemburgo affrontò l'Italia in amichevole al Curi di Perugia, ottenendo un inaspettato pareggio per 1-1: in tal modo fu interrotta la striscia negativa nei confronti con gli azzurri.
Il 3 settembre 2017, allo Stadium Municipal di Tolosa contro la Francia, in un incontro valevole per le qualificazioni al campionato del mondo 2018, il Lussemburgo ottenne uno dei più importanti e clamorosi risultati della propria storia, pareggiando per 0-0 in terra transalpina dopo una partita in cui la nazionale si difese stoicamente e rischiò perfino di passare in vantaggio alla fine del secondo tempo, colpendo il palo. Il risultato non fu tuttavia sufficiente per ottenere l'accesso ai play-off per la qualificazione al mondiale, nonostante fosse stato preceduto dalla vittoria interna (1-0) contro la Bielorussia. Il Lussemburgo concluse infatti al penultimo posto il girone (davanti ai bielorussi), con una vittoria, tre pareggi e sei sconfitte in dieci partite.
Il 10 novembre 2017 il Lussemburgo batté per 2-1 l'Ungheria in amichevole.
Nella UEFA Nations League 2018-2019 il Lussemburgo fu inserito nel gruppo 2 di Lega D comprendente anche Bielorussia, Moldavia e San Marino. Ottenne il secondo posto con 3 vittorie, un pareggio e 2 sconfitte, entrambe contro i bielorussi capolisti del girone. Nelle qualificazioni al Mondiale 2022, la nazionale ottiene 9 punti nelle 8 partite giocate, frutto di due vittorie contro l'Azerbaigian e una contro l'Irlanda e finisce quarta a pari punti con gli irlandesi ma con una peggiore differenza reti.

## Colori e simboli

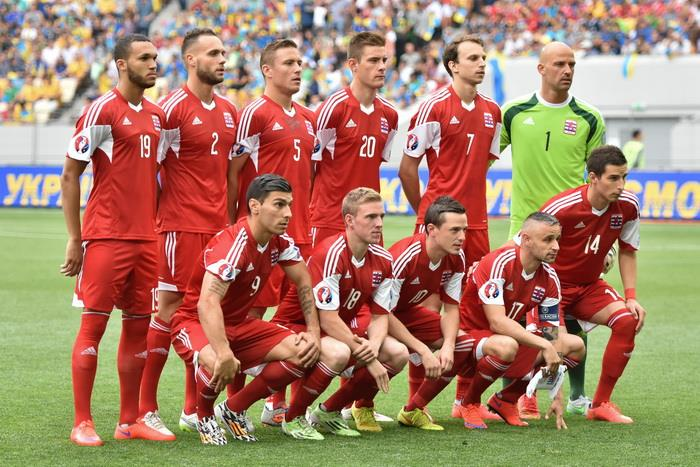
Formazione della nazionale con la maglia interna rossa

Il Lussemburgo gioca con una divisa interna rossa, in onore al soprannome "leoni rossi" associato ai giocatori, il quale traspare altresì dal simbolo ricamato sulle divise, che è una versione semplificata dello stemma nazionale: un riquadro fasciato d'azzurro e argento al leone rampante rosso, recante nella parte bassa l'acronimo federale FLF. A seconda dei contratti di sponsorizzazione, sulla maglia compaiono altresì richiami agli altri due colori nazionali, ossia il bianco e l'azzurro. La divisa esterna tipicamente si articola su un completo bianco con complementi rossi e/o azzurri; una significativa variante è stata apportata dallo sponsor tecnico Erreà, che nel 2022 ha realizzato una divisa di cortesia blu con fasce orizzontali più chiare (nelle quali compare nuovamente il simbolo del leone, trasformato in un pattern che copre tutta la maglia), relegando il bianco alla terza divisa, che si connota per essere solcata sul torso da una croce costituita da riquadrini sfumati rossi, bianchi e azzurri. La sponsorizzazione tecnica è mediata dal Kit Assistance Scheme, un programma della UEFA che consente alle federcalcio "minori" di acquisire a titolo gratuito gli articoli necessari alla pratica agonistica delle proprie nazionali da un fornitore convenzionato.

## Rapporto con la Francia
Dopo il Belgio, la Francia è la nazionale che ha disputato più partite contro il Lussemburgo. È da ricordare una vittoria per 5-4 ottenuta dai lussemburghesi contro i francesi nel 1914. L'ultima partita fra le due nazionali risale alle qualificazioni al campionato del mondo del 2018. In Francia, il 3 settembre 2017, il match si concluse sullo 0-0, risultato storico per la squadra del Granducato.
I regolari incontri non costituiscono l'unico collegamento calcistico fra le due nazioni: la Francia mantiene un rapporto più profondo, nel calcio, con il Lussemburgo. La Francia è, infatti, meta preferenziale per molte promesse calcistiche del Granducato, le quali emigrano soprattutto nella confinante Lorena, nelle file del Metz, centro di formazione per molti giovani giocatori lussemburghesi che desiderano migliorarsi e fare carriera in questa disciplina, che nel loro paese ha ancora carattere dilettantistico.
Il 12 ottobre 2010 l'incontro valido per le qualificazioni all'campionato d'Europa 2012 tra Francia e Lussemburgo si svolse proprio a Metz. La scelta di questa città non fu casuale: il FC Metz ha un posto speciale nel cuore di molti tifosi lussemburghesi, perché in passato (e ancora oggi) in questo club sono cresciute molte delle stelle dei leoni rossi.
Ecco, a titolo esemplificativo, la lista di tutti i giocatori lussemburghesi che sono passati dal FC Metz:
- Fernand Jeitz (1967-1977)
- Nico Braun (1973-1978)
- Marcel Di Domenico (1973-1975)
- Guy Hellers (1980-1983)
- Gustave Kemp (1945-1948)
- Othon Hemmen (1945-1948)
- Roby Langers (1983-1984)
- Johny Léonard (1967-1969)
- Camille Libar (1950-1951)
- Jeff Strasser (1993-1999)
- Jonathan Proietti (2001-2004)
- Miralem Pjanić (2007-2009)
- Mario Mutsch (2009-2011)
- Chris Philipps (2010-2015, 2016-2017)

Tuttavia non tutti i lussemburghesi che hanno giocato in Francia sono cresciuti nel Metz. Alcuni di loro si sono distinti in altre squadre, talune volte anche di nobile blasone: il Nancy (Eddy Dublin, Gilbert Dussier), lo Strasburgo (Camille Libar), il Sochaux (Adolphe Schmit, Vic Nurenberg), il Mulhouse (Eddy Dublin, Adoplhe Schmit), il Sedan (Patrick Montero, Tom Laterza, Joël Pedro), Chalon (Jeannot "Benny" Reiter), financo il Lione (Erwin Kuffer, Vic Nurenberg, Jean Zuang) e il Nizza (Robby Langers, Vic Nurenberg).
Il Lussemburgo ha fornito alcuni dei propri uomini migliori alla Francia e vi ha anche "regalato" uno dei suoi più validi portieri: il miglior portiere francese del secolo scorso secondo L'Équipe, Julien Darui, portiere del CORT e dei Bleus dal 1939 al 1951, era originario di Oberkorn (Lussemburgo). "In cambio" la Francia ha fornito due allenatori al Lussemburgo: Pierre Sinibaldi e Gilbert Legrand.

## Rosa attuale
Lista dei giocatori convocati per le gare amichevoli del 6 e 10 giugno 2025.
Presenze e reti aggiornate al 10 giugno 2025, al termine della gara contro l'Irlanda.
|  | P | Anthony Moris         | 29 aprile 1990   | 73  | -116 | Union Saint-Gilloise |  |  |
|  | P | Tiago Pereira Cardoso | 7 aprile 2006    | 6   | -8   | Borussia M'gladbach  |  |  |
|  | P | André Barrela         | 22 gennaio 2001  | 0   | 0    | Union Titus Petangé  |  |  |
|  | P | Lucas Fox             | 2 ottobre 2000   | 0   | 0    | Bocholt              |  |  |
|  |   |                       |                  |     |      |                      |  |  |
|  | D | Laurent Jans          | 5 agosto 1992    | 114 | 1    | KSK Beveren          |  |  |
|  | D | Lars Gerson           | 5 febbraio 1990  | 100 | 4    | Progrès Niedercorn   |  |  |
|  | D | Dirk Carlson          | 1º aprile 1998   | 64  | 0    | St. Pölten           |  |  |
|  | D | Mica Pinto            | 4 giugno 1993    | 40  | 1    | CSKA Sofia           |  |  |
|  | D | Enes Mahmutovic       | 22 maggio 1997   | 37  | 0    | NAC Breda            |  |  |
|  | D | Seid Korač            | 20 ottobre 2001  | 14  | 2    | Venezia              |  |  |
|  | D | Vahid Selimović       | 3 aprile 1997    | 12  | 1    | Hermannstadt         |  |  |
|  | D | Eldin Dzogovic        | 8 giugno 2003    | 11  | 0    | Magdeburgo           |  |  |
|  | D | Eric Veiga            | 18 febbraio 1997 | 9   | 0    | AVS                  |  |  |
|  |   |                       |                  |     |      |                      |  |  |
|  | C | Christopher Martins   | 19 gennaio 1997  | 75  | 1    | Spartak Mosca        |  |  |
|  | C | Leandro Barreiro      | 3 gennaio 2000   | 65  | 2    | Benfica              |  |  |
|  | C | Vincent Thill         | 4 febbraio 2000  | 57  | 3    | Sabah                |  |  |
|  | C | Florian Bohnert       | 9 novembre 1997  | 54  | 1    | Bastia               |  |  |
|  | C | Sébastien Thill       | 29 dicembre 1993 | 40  | 2    | Stal Rzeszów         |  |  |
|  | C | Mathias Olesen        | 21 marzo 2001    | 30  | 1    | Colonia              |  |  |
|  | C | Tomás Moreira         | 26 giugno 2005   | 7   | 0    | Benfica              |  |  |
|  | C | Enzo Duarte           | 28 giugno 2009   | 1   | 0    | Borussia Dortmund    |  |  |
|  | C | Diego Duarte          | 3 maggio 2006    | 0   | 0    | Metz                 |  |  |
|  |   |                       |                  |     |      |                      |  |  |
|  | A | Danel Sinani          | 5 aprile 1997    | 73  | 14   | St. Pauli            |  |  |
|  | A | Gerson Rodrigues      | 20 giugno 1995   | 72  | 23   | AVS                  |  |  |
|  | A | Alessio Curci         | 16 febbraio 2002 | 17  | 1    | Francs Borains       |  |  |
|  | A | Michael Omosanya      | 25 dicembre 1999 | 4   | 0    | Thionville Lusitanos |  |  |
|  | A | Aiman Dardari         | 21 marzo 2005    | 4   | 0    | Augusta              |  |  |
|  | A | Brian Madjo           | 12 gennaio 2009  | 3   | 0    | Metz                 |  |  |
|  | A | Jayson Videira        | 17 febbraio 2005 | 1   | 0    | Hannover 96          |  |  |

## Record individuali
Aggiornato al 10 giugno 2025.
- I giocatori in grassetto sono ancora in attività in nazionale.

### Record presenze
| Pos. | Giocatore         | Presenze | Reti | Periodo   |
| ---- | ----------------- | -------- | ---- | --------- |
| 1    | Laurent Jans      | 114      | 1    | 2012-     |
| 2    | Mario Mutsch      | 102      | 4    | 2005-2019 |
| 3    | Daniel da Mota    | 101      | 7    | 2007-2021 |
| 4    | Lars Krogh Gerson | 100      | 4    | 2008-     |
| 5    | Jeff Strasser     | 98       | 7    | 1993-2010 |
| 6    | René Peters       | 92       | 3    | 2000-2013 |
| 7    | Jonathan Joubert  | 90       | 0    | 2006-2017 |
| 8    | Eric Hoffmann     | 88       | 0    | 2002-2014 |
| 9    | Carlo Weis        | 85       | 1    | 1978-1998 |
| 10   | Aurélien Joachim  | 79       | 14   | 2005-2019 |

### Record reti
| Pos. | Giocatore        | Reti | Presenze | Periodo   |
| ---- | ---------------- | ---- | -------- | --------- |
| 1    | Gerson Rodrigues | 23   | 72       | 2017-     |
| 2    | Léon Mart        | 16   | 24       | 1933-1945 |
| 3    | Gustave Kemp     | 15   | 21       | 1938-1945 |
| 3    | Aurélien Joachim | 15   | 80       | 2005-2019 |
| 3    | Nicolas Kettel   | 15   | 57       | 1946-1959 |
| 6    | Daniel Sinani    | 14   | 73       | 2017-     |
| 7    | Camille Libar    | 13   | 24       | 1938-1947 |
| 8    | François Müller  | 12   | 27       | 1949-1954 |
| 9    | Léon Letsch      | 11   | 48       | 1947-1963 |
| 10   | Gilbert Dussier  | 9    | 39       | 1971-1978 |

## Partecipazioni ai tornei internazionali
Legenda: Grassetto: Risultato migliore, Corsivo: Mancate partecipazioni

## Statistiche dettagliate sui tornei internazionali

### Mondiali
| Anno | Luogo                    | Piazzamento      | V | N | P | Gol |
| ---- | ------------------------ | ---------------- | - | - | - | --- |
| 1930 | Uruguay                  | Non partecipante | - | - | - | -   |
| 1934 | Italia                   | Non qualificata  | - | - | - | -   |
| 1938 | Francia                  | Non qualificata  | - | - | - | -   |
| 1950 | Brasile                  | Non qualificata  | - | - | - | -   |
| 1954 | Svizzera                 | Non qualificata  | - | - | - | -   |
| 1958 | Svezia                   | Non qualificata  | - | - | - | -   |
| 1962 | Cile                     | Non qualificata  | - | - | - | -   |
| 1966 | Inghilterra              | Non qualificata  | - | - | - | -   |
| 1970 | Messico                  | Non qualificata  | - | - | - | -   |
| 1974 | Germania Ovest           | Non qualificata  | - | - | - | -   |
| 1978 | Argentina                | Non qualificata  | - | - | - | -   |
| 1982 | Spagna                   | Non qualificata  | - | - | - | -   |
| 1986 | Messico                  | Non qualificata  | - | - | - | -   |
| 1990 | Italia                   | Non qualificata  | - | - | - | -   |
| 1994 | Stati Uniti              | Non qualificata  | - | - | - | -   |
| 1998 | Francia                  | Non qualificata  | - | - | - | -   |
| 2002 | Corea del Sud / Giappone | Non qualificata  | - | - | - | -   |
| 2006 | Germania                 | Non qualificata  | - | - | - | -   |
| 2010 | Sudafrica                | Non qualificata  | - | - | - | -   |
| 2014 | Brasile                  | Non qualificata  | - | - | - | -   |
| 2018 | Russia                   | Non qualificata  | - | - | - | -   |
| 2022 | Qatar                    | Non qualificata  | - | - | - | -   |

### Europei
| Anno | Luogo                | Piazzamento      | V | N | P | Gol |
| ---- | -------------------- | ---------------- | - | - | - | --- |
| 1960 | Francia              | Non partecipante | - | - | - | -   |
| 1964 | Spagna               | Non qualificata  | - | - | - | -   |
| 1968 | Italia               | Non qualificata  | - | - | - | -   |
| 1972 | Belgio               | Non qualificata  | - | - | - | -   |
| 1976 | Jugoslavia           | Non qualificata  | - | - | - | -   |
| 1980 | Italia               | Non qualificata  | - | - | - | -   |
| 1984 | Francia              | Non qualificata  | - | - | - | -   |
| 1988 | Germania Ovest       | Non qualificata  | - | - | - | -   |
| 1992 | Svezia               | Non qualificata  | - | - | - | -   |
| 1996 | Inghilterra          | Non qualificata  | - | - | - | -   |
| 2000 | Belgio / Paesi Bassi | Non qualificata  | - | - | - | -   |
| 2004 | Portogallo           | Non qualificata  | - | - | - | -   |
| 2008 | Austria / Svizzera   | Non qualificata  | - | - | - | -   |
| 2012 | Polonia / Ucraina    | Non qualificata  | - | - | - | -   |
| 2016 | Francia              | Non qualificata  | - | - | - | -   |
| 2020 | Europa               | Non qualificata  | - | - | - | -   |
| 2024 | Germania             | Non qualificata  | - | - | - | -   |

### Confederations Cup
| Anno | Luogo                    | Piazzamento     | V | N | P | Gol |
| ---- | ------------------------ | --------------- | - | - | - | --- |
| 1992 | Arabia Saudita           | Non invitata    | - | - | - | -   |
| 1995 | Arabia Saudita           | Non invitata    | - | - | - | -   |
| 1997 | Arabia Saudita           | Non qualificata | - | - | - | -   |
| 1999 | Messico                  | Non qualificata | - | - | - | -   |
| 2001 | Corea del Sud / Giappone | Non qualificata | - | - | - | -   |
| 2003 | Francia                  | Non qualificata | - | - | - | -   |
| 2005 | Germania                 | Non qualificata | - | - | - | -   |
| 2009 | Sudafrica                | Non qualificata | - | - | - | -   |
| 2013 | Brasile                  | Non qualificata | - | - | - | -   |
| 2017 | Russia                   | Non qualificata | - | - | - | -   |

### Nations League
| Anno      | Luogo       | Piazzamento  | V | N | P | Gol  |
| --------- | ----------- | ------------ | - | - | - | ---- |
| 2018-2019 | Portogallo  | 5° in Lega D | 3 | 1 | 2 | 11:4 |
| 2020-2021 | Italia      | 7° in Lega C | 3 | 1 | 2 | 7:5  |
| 2022-2023 | Paesi Bassi | 5° in Lega C | 3 | 2 | 1 | 9:7  |

### Olimpiadi
| Anno | Luogo     | Piazzamento             | V | N | P | Gol |
| ---- | --------- | ----------------------- | - | - | - | --- |
| 1912 | Stoccolma | Non partecipante        | - | - | - | -   |
| 1920 | Anversa   | Turno di qualificazione | 0 | 0 | 1 | 0:3 |
| 1924 | Parigi    | Ottavi di finale        | 0 | 0 | 1 | 0:2 |
| 1928 | Amsterdam | Ottavi di finale        | 0 | 0 | 1 | 3:5 |
| 1936 | Berlino   | Ottavi di finale        | 0 | 0 | 1 | 0:9 |
| 1948 | Londra    | Ottavi di finale        | 1 | 0 | 1 | 7:6 |

## Tutte le rose

### Giochi olimpici
Calcio ai Giochi Olimpici Estivi 1920P Krüger, P Valin, D Koetz, D Rémy, D Schmit, C Hamilius, C Kelsen, C Schumacher, C Ungeheuer, A Elter, A C. Kieffer, A J. Kieffer, A Langers, A Leesch, A Massard, A Metzler, CT: commissione tecnica
Calcio ai Giochi Olimpici Estivi 1924P Bausch, P Droessart, D Kirsch, D Kolb, D Rouster, C Feierstein, C Koetz, C Schumann, C F. Weber, A Flammang, A Kieffer, A Langers, A Massard, A J.P. Weber, A Weisgerber, A Weyler, CT: Schroeder
Calcio ai Giochi Olimpici Estivi 1928P P. Reuter, P Scharry, D Feller, D Kirsch, D Kolb, C Becker, C Feierstein, C Fischer, C Koetz, C A. Reuter, A Kirpes, A Schütz, A Theissen, A Weber, A Weisgerber, CT: Jacquemart
Calcio ai Giochi Olimpici Estivi 1936P Hoscheid, P Jeanty, D Feyder, D Majérus, D Mousel, D Schmit, C Fischer, C Frisch, C Kieffer, A Bernard, A Geib, A Kemp, A Mart, A Mengel, A Speicher, A Stamet, CT: Feierstein
Calcio ai Giochi Olimpici Estivi 1948P Michaux, P Steffen, D J. Feller, D Pauly, D C. Wagner, C Birtz, C V. Feller, C May, C Schumacher, C R. Wagner, A Gales, A Kettel, A Kremer, A Konter, A Nurenberg, A Paulus, A Rewenig, A Schammel, CT: Hoscheid
NOTA: per le informazioni sulle rose successive al 1948 visionare la pagina della Nazionale olimpica.